# NGC 1347
NGC 1347 = Arp 39 ist eine Balken-Spiralgalaxie vom Hubble-Typ SBc im Sternbild Eridanus südlich des Himmelsäquators, welche etwa 75 Millionen Lichtjahre von der Milchstraße entfernt ist. NGC 1347 ist Mitglied des Eridanus-Galaxienhaufens.
Halton Arp gliederte seinen Katalog ungewöhnlicher Galaxien nach rein morphologischen Kriterien in Gruppen. Diese Galaxie gehört zu der Klasse Spiralgalaxien mit einem Begleiter niedriger Flächenhelligkeit auf einem Arm (Arp-Katalog). NGC 1347 wurde im Jahr 1886 von dem US-amerikanischen Astronomen Francis Leavenworth entdeckt. Bei der interagierenden Komponente handelt es sich um die Galaxie PGC 816443.